# Canelura

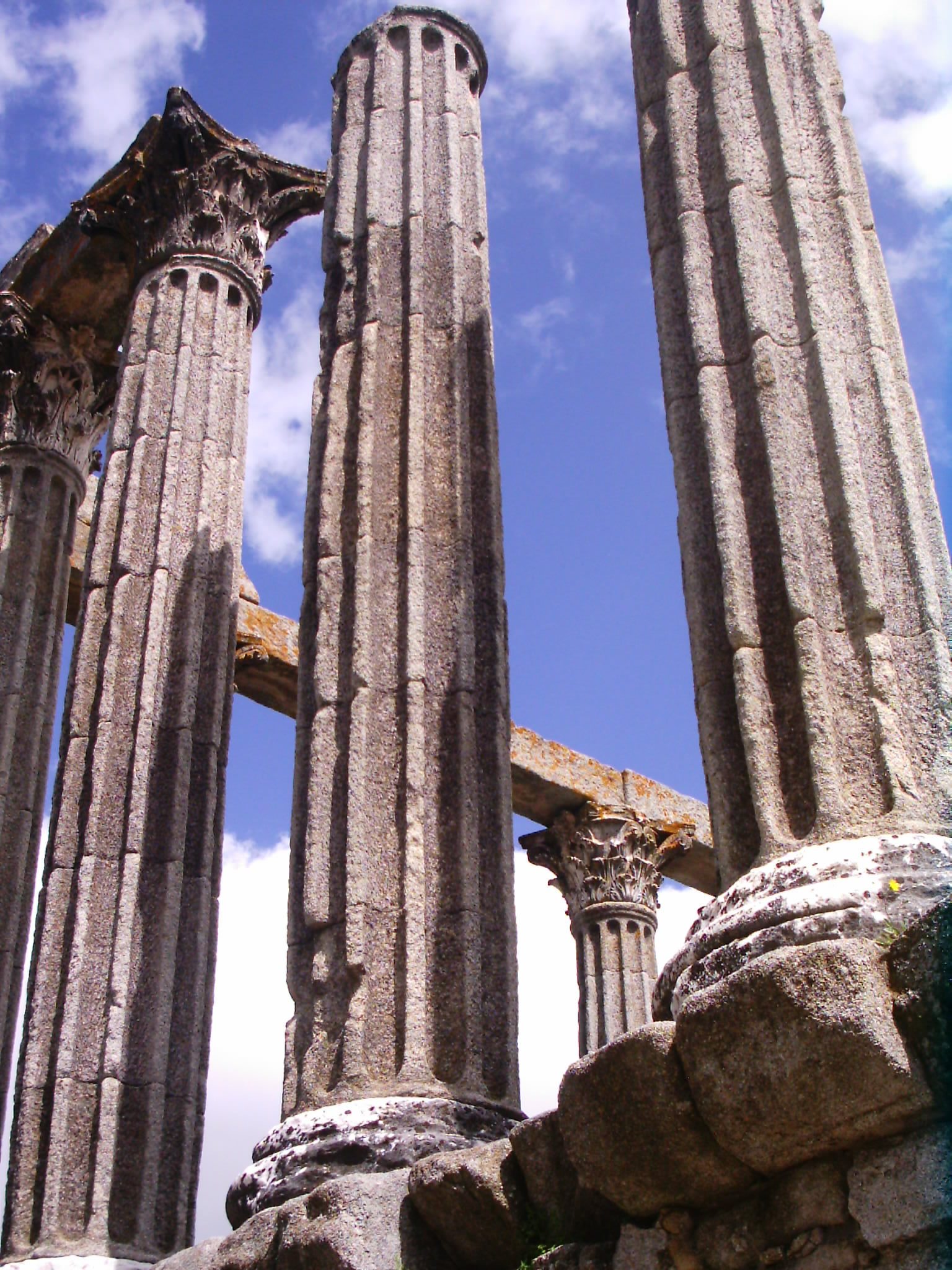
Caneluras numa coluna coríntia no Templo de Diana em Évora.

Caneluras são estrias ou sulcos verticais de secção semicircular ao longo do fuste das colunas ou pilares antigos. Na coluna dórica, são separadas por arestas vivas; na coluna jônica e na coríntia, por nervuras.
A ordem toscana nunca apresenta caneluras, as quais são opcionais para as outras ordens.
O termo também é usado para designar algo com estrias ou sulcos paralelos, como o cartão canelado, ou a canelura no vestuário. Contém em algumas igrejas